# California Roll

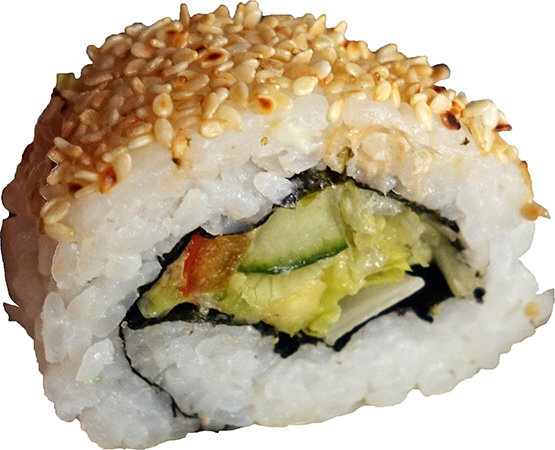
California Roll

Il California Roll è una forma atipica di sushi, preparato negli Stati Uniti con ingredienti quali cetriolo, surimi e avocado. In alcuni paesi in sostituzione dell'avocado viene utilizzato il mango.

## Storia
A partire dal 1960 a Los Angeles arrivarono molti cuochi giapponesi che, cercando fortuna negli Stati Uniti d'America, pensarono di importare l'idea del sushi. Gli statunitensi però non avevano affatto la passione del pesce crudo; per far meglio accettare tale particolare gusto furono necessari alcuni esperimenti culinari. Molto noto all'epoca era il ristorante Tokyo Kaikan e un suo cuoco, Ichiro Mashita, ebbe l'idea di sostituire il tonno (per altro difficile da trovare) con l'avocado e così, dopo altri accorgimenti frutto di sperimentazione, nacque il California Roll. In seguito, dal 1980 in poi, tale pietanza si diffuse in tutti gli Stati Uniti.